# Dobrze, że tak się stało/BF – Ludzie, o których nie zapomnicie
Dobrze, że tak się stało/BF – Ludzie, o których nie zapomnicie – trzeci singiel polskiego zespołu hip-hopowego Wzgórze Ya-Pa 3 promujący ich czwarty album studyjny Precedens.

## Lista utworów
Opracowano na podstawie materiału źródłowego.
1. „Dobrze, że tak się stało”
2. „BF – Ludzie, o których nie zapominam” (gościnnie: Pęku)
3. „Dobrze, że tak się stało RMX”
4. „BF – Ludzie, o których nie zapominam RMX” (gościnnie: Pęku)
5. „Dobrze, że tak się stało Instrumental”
6. „BF – Ludzie, o których nie zapominam Instrumental”
7. „Dobrze, że tak się stało RMX Instrumental”
8. „BF – Ludzie, o których nie zapominam RMX Instrumental”

## Twórcy
Opracowano na podstawie materiału źródłowego.
- Wojciech „Wojtas” Schmidt (Wzgórze Ya-Pa 3) – wokal (1–4), słowa
- Tomasz „Borixon” Borycki (Wzgórze Ya-Pa 3) – wokal (1–4), słowa
- Michał „Zajka” Łakomiec (Wzgórze Ya-Pa 3) – wokal (1–4), słowa
- Marcin „Pęku” Pękalski – wokal (2, 4), słowa
- Sebastian „DJ 600V” Imbierowicz – produkcja